# Сафронов, Александр Яковлевич
Александр Яковлевич Сафронов (20 декабря 1923, Вологодская губерния — 6 июля 2006, Мурманск) — бригадир комплексной бригады строительного управления треста «Мурманскжилстрой» Министерства строительства предприятий тяжёлой индустрии СССР, Мурманская область, участник Великой Отечественной войны. Герой Социалистического Труда. Почётный гражданин города-героя Мурманска.

## Биография
Родился в 1923 году в деревне Жаравинская Сольвычегодского уезда Вологодской губернии (ныне — Верхнетоемский район Архангельской области) в крестьянской семье. Член КПСС.
После окончания в 1939 году школы фабрично-заводского ученичества в Архангельске работал плотником судостроительного завода в Котласе, а затем рабочим в Грязовецком районе Вологодской области.
В начале Великой Отечественной войны трудился на строительстве оборонительных сооружений в Вологодской области, затем в Заполярье.
В июне 1942 года был призван в армию. С декабря 1942 года — телефонист 173-го миномётного полка артиллерии резерва главного командования на Карельском фронте. Участвовал в обороне Мурманска в долине реки Западная Лица, в Петсамо-Киркенесской операции, освобождении Северной Норвегии. В 1945 году полк был преобразован в 173-й гвардейский миномётный ордена Александра Невского полк и переведен на 2-й, а затем на 3-й Украинский фронт. Был награждён двумя медалями «За отвагу».
По окончании войны продолжал службу в армии в воздушно-десантных войсках Центральной группы войск и в Московском военном округе.
После увольнения в запас работал на различных предприятиях Архангельской области и Красноярского края.
Работал в лесной промышленности Архангельской области и портовой инфраструктуре Красноярского края на островах Хатангского района, рабочий на бондарном заводе, бригадир комплексной бригады строительного управления трестов «Отделстрой» и «Мурманжилстрой».
В 1957 году переехал в Мурманск и с августа 1957 года работал плотником на бондарном заводе, а затем в строительном управлении треста «Отделстрой».
В 1960 году перешёл на работу в трест «Мурманскжилстрой». Работал плотником, позднее бригадиром плотницкой бригады. Затем стал бригадиром комплексной бригады, состоящей в основном из выпускников мурманского строительного профессионально-технического училища. Участвовал в строительстве многих зданий Мурманска, в том числе кинотеатров «Мурманск», «Мир», Межсоюзного Дворца культуры, жилых домов. Был инициатором социалистического соревнования строителей треста за повышение производительности труда. Внёс 25 рационализаторских предложений, от внедрения которых был получен экономический эффект на сумму свыше 8 тысяч рублей.
Указом Президиума Верховного Совета СССР от 5 апреля 1971 года за выдающиеся успехи в выполнении заданий пятилетнего плана по строительству и вводу в действие производственных мощностей, жилых домов и объектов культурно-бытового назначения Сафронову Александру Яковлевичу присвоено звание Героя Социалистического Труда с вручением ордена Ленина и золотой медали «Серп и Молот».
Избирался депутатом Верховного Совета РСФСР 8-го созыва.
Продолжал работать бригадиром до выхода на пенсию в 1979 году. В дальнейшем трудился мастером производственного обучения в Мурманском городском профессионально-техническом училище № 4. Прекратил работать в 1987 году, окончательно уйдя на пенсию.
Жил в Мурманске. Умер 6 июля 2006 года. Похоронен на Мурманском городском кладбище в посёлке Мурмаши.
Похоронен на Новом мурманском кладбище (левая сторона, сектор почетных захоронений).

## Награды
- Золотая медаль «Серп и Молот» (05.04.1971)
- Орден Ленина (11.08.1966)
- Орден Ленина (05.04.1971)
- Орден Отечественной войны II степени (11.03.1985)[5]
- Медаль «За отвагу» (СССР) (04.08.1944)[3]
- Медаль «За отвагу» (СССР) (24.05.1945)[2]
- Медаль «За оборону Советского Заполярья» [1]
- Медаль «В ознаменование 100-летия со дня рождения Владимира Ильича Ленина» (6 апреля 1970)
- Медаль «За доблестный труд»
- Медаль «За победу над Германией в Великой Отечественной войне 1941—1945 гг.» (9 мая 1945[6])
- Юбилейная медаль «Двадцать лет Победы в Великой Отечественной войне 1941—1945 гг.» (7 мая 1965[7])
- Юбилейная медаль «Тридцать лет Победы в Великой Отечественной войне 1941—1945 гг.»[8]
- Медаль «Сорок лет Победы в Великой Отечественной войне 1941-1945 гг.»[9]
- Медаль Жукова (1994)
- Юбилейная медаль «50 лет Победы в Великой Отечественной войне 1941—1945 гг.»[10]
- Медаль «Ветеран труда»
- Медаль «30 лет Советской Армии и Флота»[11]
- Юбилейная медаль «40 лет Вооружённых Сил СССР»[12]
- Юбилейная медаль «50 лет Вооружённых Сил СССР» (26 декабря 1967[13])
- Юбилейная медаль «60 лет Вооружённых Сил СССР» (28 января 1978[14])
- Юбилейная медаль «70 лет Вооружённых Сил СССР» (28 января 1988[15])
- Знак «Гвардия»
- Знак МО СССР «25 лет Победы в Великой Отечественной войне» (24 апреля 1970)
- Почётный гражданин города-героя Мурманска (1990)

## Память
- На могиле на Новом мурманском кладбище установлен надгробный памятник.
- Его имя увековечено в Главном Храме Вооружённых сил России, и навсегда запечатлено на мемориале «Дорога памяти»